# 弗拉基米尔·维克托罗维奇·萨姆索诺夫
弗拉基米尔·维克托罗维奇·萨姆索诺夫（1976年4月11日—），生于蘇聯白俄罗斯，乒乓球运动员。
萨姆索诺夫6岁开始打球，右手横握球拍，技术全面，防守能力强，柔中带刚，善于造成对手的失误，被中国球迷誉为“太极派掌门人”。一米九的身高使他的台面覆蓋率極大，稍稍發力便能將球擊回，但也帶來欠缺靈活性的問題。
萨姆索诺夫和瑞典的瓦尔德内尔、克罗地亚的普里莫拉茨都是20世纪末至21世纪初的赛场上，来自欧洲的乒乓球顶尖选手，他们被乒乓球迷并称为“欧洲三虎”。而萨姆索诺夫被中国球迷昵称为“老萨”。其温和正氣的紳士形象亦使他受到廣大球迷的支持及尊敬。

## 战绩
萨姆索诺夫至今曾参加了五届奥运会的乒乓球单打赛事。1996年亚特兰大奥运会，萨姆索诺夫第一次参加奥林匹克运动会男子单打比赛，在四分之一决赛遭遇中国的王涛，曾一度2:0领先。但是，体育场馆却突然莫名其妙地断电两次，迫使比赛中断。恢复比赛后，萨姆索诺夫的状态急转直下，随后连败三局，止步八强。2000年悉尼奥运会，萨姆索诺夫再次杀入八强，以2:3惜败于当届亚军瓦尔德内尔。此后，萨姆索诺夫又连续参加四届奥运会的乒乓球比赛，但均未能獲得奬牌。2016年里約奧運會，他於八強擊敗上屆銅牌得主奧恰洛，進入四強。但卻先後在準決賽及銅牌賽連敗於張繼科及水谷隼，與獎牌擦肩而過。
萨姆索诺夫曾多次参加世界乒乓球锦标赛，单打的最好战绩为1997年的亚军，在决赛中负于瓦尔德内尔。双打方面，他曾与克罗地亚的普里莫拉茨搭档，获得1995年世乒赛男双亚军。
世界杯乒乓球赛是萨姆索诺夫取得成绩最好的世界性大赛，他曾三次（1999、2001、2009）夺得该项赛事的男单冠军，夺冠次数仅次于中国选手马琳。

## 比赛成绩
- 1995年世乒赛男双亚军；
- 1996年欧锦赛混双冠军，意大利公开赛男单冠军，国际乒联总决赛男单、男双亚军，世界杯男单第三；
- 1997年欧洲12强赛男单亚军，奥地利公开赛男双冠军，卡塔尔公开赛男单亚军，瑞典公开赛男单冠军，国际乒联总决赛男单冠军、男双亚军，世界杯男单第三，世乒赛男单亚军；
- 1998年欧洲12强赛男单冠军，欧锦赛男单、男双冠军，克罗地亚公开赛男单冠军，南斯拉夫公开赛男单亚军；
- 1999年欧洲12强赛男单冠军，克罗地亚公开赛男单冠军、男双亚军，德国公开赛男单亚军，日本公开赛男单冠军，世乒赛男双四强；
- 2000年巴西公开赛男单亚军，克罗地亚公开赛男单冠军，世乒赛男双四强，奥运会男单八强；
- 2001年欧洲12强赛男单冠军，德国公开赛男单冠军，世界杯男单冠军，世乒赛男单并列第五；
- 2002年欧洲12强赛男单亚军，德国公开赛男单亚军；
- 2003年欧洲12强赛男单亚军，欧锦赛男单、男团冠军，卡塔尔公开赛男单冠军；
- 2004年巴西公开赛男单冠军，美国公开赛男单四强，欧洲12强赛男单第五；
- 2005年欧锦赛男单冠军、男双亚军，欧洲12强赛男单亚军，克罗地亚、德国、俄罗斯公开赛男单冠军，世界杯第四名；
- 2006年世界杯男单第四名，国际乒联巡回赛克罗地亚站男单冠军，波兰站男单亚军，智利站、克罗地亚站男单冠军，欧洲12强赛男单第五名；
- 2007年世乒赛男单八强，国际乒联巡回赛克罗地亚站男单亚军，中華台北站男单冠军，欧锦赛男单亚军，欧洲12强赛男单冠军；
- 2009年世界杯男单冠军；
- 2012年世界杯男单季军；
- 2013年世界杯男单亚军，欧锦赛男单亚军；
- 2015年卡塔尔公開賽男單冠軍，歐洲盃男單亞軍，第一屆歐洲運動會男單亞軍；
- 2016年德國公開赛男單亞軍，奧林匹克運動會男單第四名；
- 2017年白俄羅斯公開賽男單冠軍，澳洲公開賽男單冠軍；